# Mont Pélion
Pour les articles homonymes, voir Pelion.
Le mont Pélion (en grec moderne : Πήλιο / Pílio) est une montagne de Grèce dans le sud-est de la Thessalie.

## Géographie

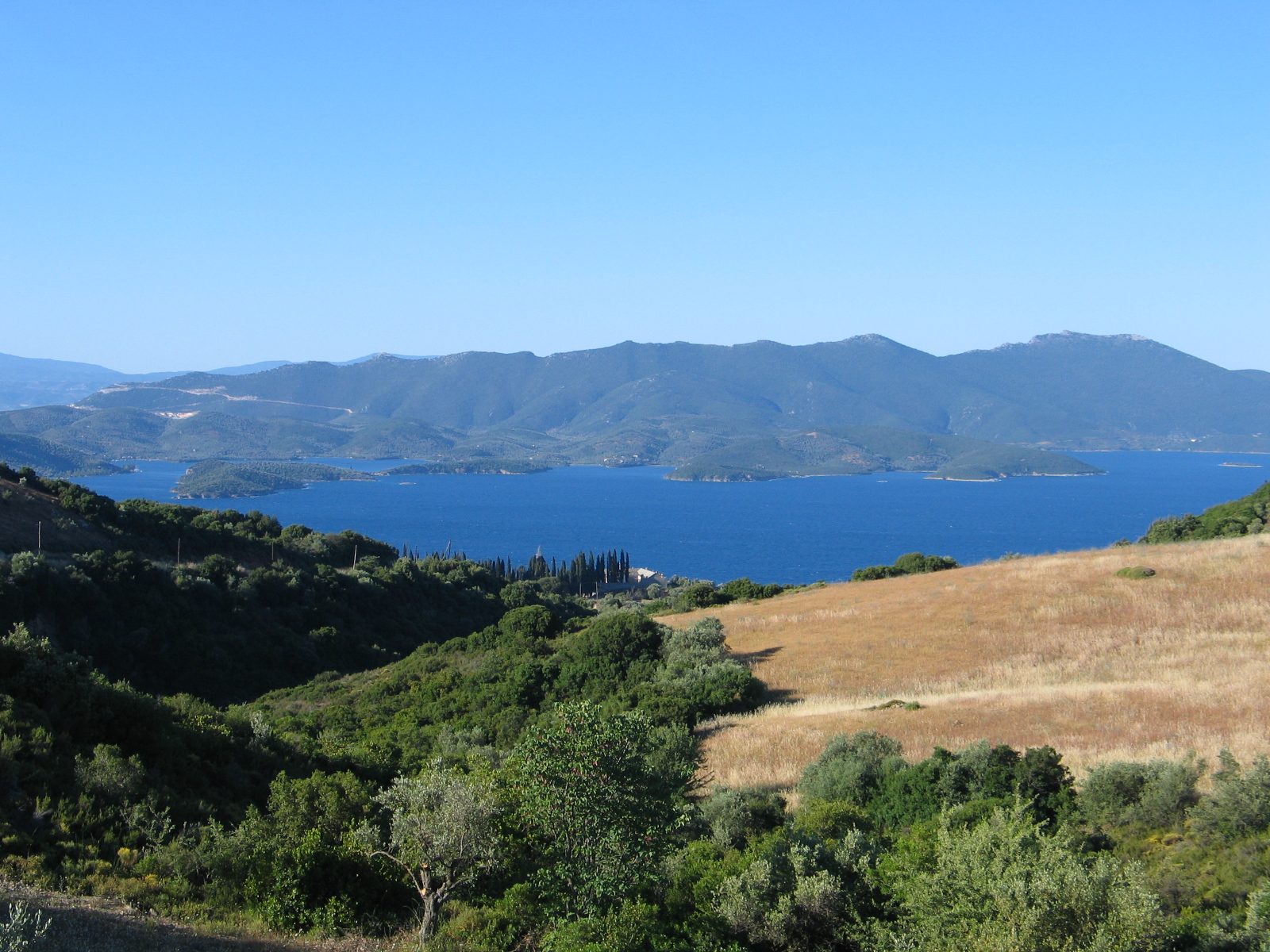
Partie sud de la péninsule montagneuse du Pélion au-dessus du golfe Pagasétique.

Le Pélion forme une péninsule en forme de crochet entre le golfe Pagasétique et la mer Égée.
Il compte plus de 225 espèces végétales, une large part étant endémique. De ce fait, la région est prisée par les botanistes.

## Histoire
Le territoire de la péninsule montagneuse du Pélion est, à partir de l'Époque moderne, sous domination ottomane. Mais l'Empire ne s'y intéresse alors pas, se concentrant sur la capitale régionale Vólos, plus fertile.
Les Grecs y affluent donc pour trouver refuge dans ses reliefs. Ses villages deviennent par ailleurs plus autonomes, grâce à des privilèges obtenus auprès des Turcs. Aux XVIIIe et XIXe siècles, le Pélion connaît une certaine prospérité, grâce à la construction de caïques et la fabrication de soieries, de cotonnades et de tissus de laine, exportés ensuite à travers la mer Méditerranée et la mer Noire. Le commerce favorise aussi la circulation des idées, notamment des Lumières.
Au début du XIXe siècle, Zagora et Miliés deviennent des villes où le soutien à l'indépendance de la Grèce se fait militant ; elles sont en conséquence réprimées par les Ottomans. Après la Seconde Guerre mondiale, beaucoup d'habitants émigrent à Athènes et Thessalonique en quête d'une meilleure vie, si bien que la région du Pélion périclite. Après la crise du canal de Suez (1956), de nombreuses personnes fuient l'Égypte et s'installent au Pélion. Depuis la seconde moitié du XXe siècle, le Pélion, resté un territoire plutôt discret de la Grèce, voit néanmoins se développer le tourisme.

## Mythologie
Le mont est mentionné dans l'Iliade où le poète évoque « le Pélion au feuillage mouvant » ; Pirithoos (roi des Lapithes) en aurait chassé les Centaures. Pindare dans la IIIe de ses Pythiques exprime sa tristesse de ne plus savoir le Centaure Chiron régner sur les vallées du Pélion, en grec ancien, βάσσαισί τ’ἄρχειν Παλίου.
Dans la mythologie, le mont Pélion fut, avec le mont voisin Ossa, entassé en un seul par les géants Otos et Éphialtès dans le but d'atteindre le sommet du mont Olympe, ce pourquoi ils furent sévèrement punis par les dieux.
Le sud du Pélion est aussi un lieu du mythe de l'expédition des Argonautes, Jason étant l'héritier d'Iolcos (Vólos), tandis qu'une belle plage de la région aurait été le point de départ du voyage.
Le petit corps du Système solaire de type centaure (49036) Pélion a été nommé d'après ce mont en raison du fait qu'il aurait été le lieu où auraient vécu les Centaures dans la mythologie grecque.

## Domaine skiable
Une station de ski a été aménagée sur les pentes d'une de ses cimes, baptisée Agriolefkes (1 471 m), à proximité du village de Chaniá, où se concentre la majorité de l'hébergement. Située à 35 km par la route de la ville de Vólos, elle est accessible par une route via le village de Portaria.
Le domaine skiable compte 4 pistes homologuées FIS. La piste Panorama, de 1 050 m, est la plus longue de la station. La saison hivernale se termine en général fin mars. La station fut l'une des premières du pays à organiser la pratique du ski nocturne.
Une vue directe sur la mer (le golfe Pagasétique) d'un côté, et la mer Égée de l'autre) est permise depuis le domaine skiable.
La station possède trois parkings d'une capacité totale de 800 places.
La station fut créée par le Club alpin hellénique de Volos en 1967. Il existe le projet, soutenu par les autorités régionales, de construire une télécabine qui relierait Chania au sommet de la station.